# Agrostis stolonifera var. scabriglumis
Agrostis stolonifera subsp. scabriglumis é uma variedade de planta com flor pertencente à família Poaceae. 
A autoridade científica da variedade é (Boiss. & Reut.) C.E.Hubb., tendo sido publicada em Flora of Tropical Africa 10: 172. 1937.

## Portugal
Trata-se de uma variedade presente no território português, nomeadamente em Portugal Continental.
Em termos de naturalidade é nativa da região atrás indicada.

## Protecção
Não se encontra protegida por legislação portuguesa ou da Comunidade Europeia.